# Marian Murawski (saper)
Marian Murawski (ur. 16 lipca 1895 w Ryszewie, zm. 5 września 1950) – polski robotnik, plutonowy Wojska Polskiego, powstaniec wielkopolski, kawaler Orderu Virtuti Militari.

## Życiorys
Urodził się 16 lipca 1895 w Ryszewie, w ówczesnym powiecie żnińskim Prowincji Poznańskiej, w rodzinie Antoniego i Antoniny z domu Nyka. W 1909 ukończył trzy klasy szkoły powszechnej w Wylatowie i zaczął pracować jako robotnik rolny. 15 czerwca 1915 powołany został do armii niemieckiej. Służył w 9. kompanii 2. Batalionu Pionierów. 27 grudnia 1918 wstąpił na ochotnika do oddziału powstańców wielkopolskich w Wylatowie, gdzie służył jako saper (1. kompania I Batalionu Saperów Wielkopolskich). Walczył na froncie północnym. Wyróżnił się 17 lutego 1919 pod Rynarzewem w walce z niemieckim pociągiem pancernym, w trakcie której został ranny w ramię kulą karabinową. Za ten czyn został później odznaczony Orderem Virtuti Militari. Walczył w wojnie polsko-bolszewickiej.
Od 1928 pracował jako sezonowy robotnik kolejowy na odcinku drogowym Trzemeszno. Żył w bardzo skromnych warunkach, utrzymywał chorą matkę, częstokroć cierpiąc głód. 
Zmarł 5 września 1950 i został pochowany na cmentarzu parafii pw. Bożego Ciała w Poznaniu. 
Był żonaty z Heleną (1894–1965), z którą miał trzy córki: Reginę (ur. 1923), Mariannę (1927–1946) oraz Zofię (1931–1949). 

## Ordery i odznaczenia
- Krzyż Srebrny Orderu Wojskowego Virtuti Militari nr 4764 (4728)[a] – 3 lutego 1922[7]
- Wielkopolski Krzyż Powstańczy – pośmiertnie 28 grudnia 1957[2]